# Bushcraft

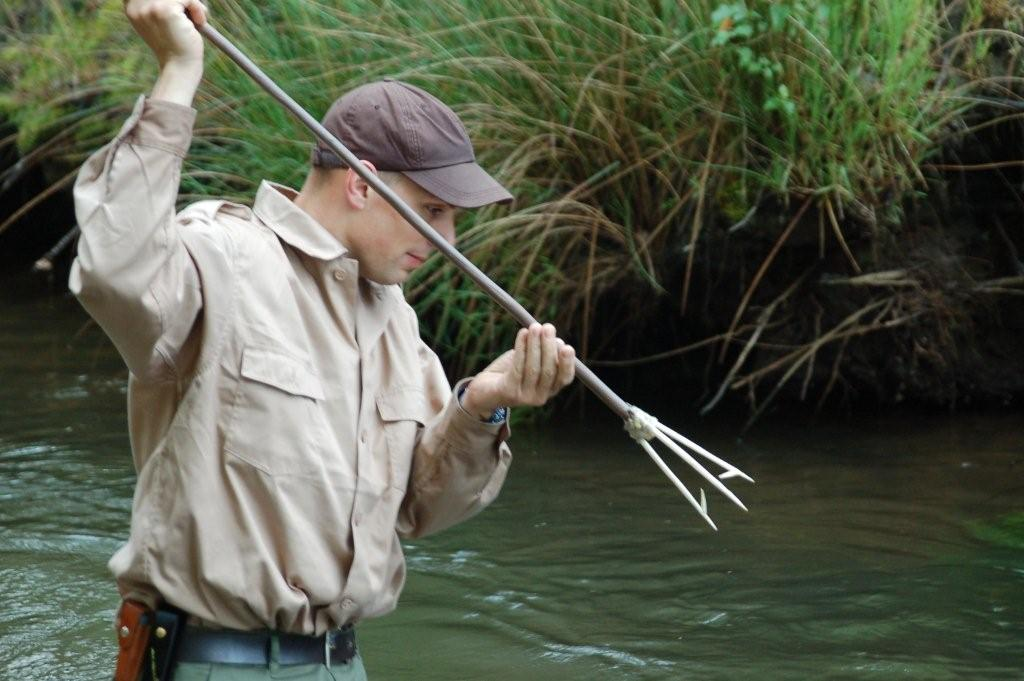
Bushman při lovu ryb.

Termínem bushcraft se označuje aktivita spočívající v pobytu v přírodě za využití základních dovedností spojených s přežitím v divočině. Cílem bushcraftu je, aby byl takový pobyt zábavný a pohodlný. To umožňují schopnosti jako: rozdělání ohně, stavění přístřešku, používání nástrojů jako sekera nebo nůž, příprava jídla, opracování dřeva či jiných přírodních materiálů a mnohé další.

## Etymologie
Slovo bushcraft pochází z australské angličtiny a jedná se o spojení slov bush (buš) a craft (schopnost, umění). Toto slovo tedy původně označovalo umění přežití v australské buši. K rozšíření tohoto spojení došlo díky práci majora Lese Hiddinsona, veterána Vietnamské války, který se v 80. letech stal hlavním autorem příručky australské armády pro přežití v přírodě (vydáno 1987). Své zkušenosti později využil při tvorbě televizního pořadu The Bush Tucker Man. Na severní polokouli se o rozšíření pojmu zasadil Mors Kochanski, kanadský dobrodruh polského původu, který používal také některá další pojmenování jako např. wilderness art (umění divočiny), wilderness skills (schopnosti v divočině) či bush arts (umění buše). V roce 1988 publikoval knihu Northern Bushcraft, později vydanou pod zjednodušeným názvem Bushcraft.

## Bushcraft v minulosti
Bushcraft není čistě novodobou záležitostí, schopnosti spojené s životem v přírodě sahají do nejstarší historie lidstva. Byly využívány již před desítkami tisíc let. Jsou to schopnosti, které lidem umožňovaly nejen přežití, ale i pohodlný život s minimem dostupných prostředků.
V povědomí veřejnosti je zakotveno, že v minulosti lidé žili na hranici vyhladovění v extrémních podmínkách a každý den bojovali o život. Výzkumy antropologů ovšem poukazují, že většina předků žila do jisté míry pohodlně, lidé tvořili „umělecká díla“ z přírodních materiálů, k přežití využívali své inteligence, komunikovali a lovili ve skupinách. Díky své vynalézavosti byli schopni řešit mnoho problémů, se kterými se potýkali. Spolupráce ve skupině a nalézání nových způsobů, jak využívat přírodní zdroje, jim umožnilo snazší přežití. Moderní bushcraft je v podstatě volnočasovou aktivitou využívající těchto znalostí a dovedností při pobytu v přírodě.

## Moderní bushcraft
Obecně lze říci, že bushcraft znamená schopnost porozumění přírodě. Bushcraft kromě přežití umožňuje, za pomoci tradičních přístupů z celého světa, zábavný a především pohodlný pobyt v přírodě.
Pojem bushcraft se do ČR dostal ze zahraničí (USA, JAR, Austrálie, Nový Zéland) a postupně se rozšířil. S bushcraftem úzce souvisí ve svém základu, tj. v cestování přírodou a pobytem v ní, také tramping. Navíc i ten se ve své době stal trendem a zatímco trampové budovali stálejší tábořiště pod názvem "osada", vyznavači bushcraftu tak činí pod názvem "bushcraft camp". K rozvoji bushcraftu přispěla také jeho popularita na sociálních sítích a streamovacích platformách (např. YouTube) a také stoupající dostupnost vhodného outdoorového vybavení včetně specializovaných eshopů.

## Charakteristika
Bushcraft pochází z rodiny outdoorových aktivit, kam patří především kemping a survival (nácvik technik přežití). Od nich se v mnoha aspektech odlišuje, existují však i mnohé společné znaky. Zásadní rozdíl spočívá v použité výbavě. Při kempování je k dosažení komfortu využíváno značného množství vybavení. Často je proto pro přepravu na místo táboření nutné využít nějakého dopravního prostředku. Kempování mnohdy neprobíhá ve volné přírodě, ale v komerčně provozovaném kempu s dostupným zázemím. Naopak při survivalu jsou jakékoliv pomůcky úplně nedostupné, či výrazně omezené (např. pouze na rozdělání ohně). Bushcraft představuje kompromis mezi těmito aktivitami. Výbava je sice dostupná, přesto se vyznavači bushcraftu snaží maximálně využít prostředků dostupných v místě táboření. Například plnohodnotný stan s výztužemi a kolíky běžný při kempování, může být nahrazen menší a lehčí celtou, která se na místě upevní pomocí lanek a zaostřených klacíků. Neexistuje však žádné pevné pravidlo; i při bushcraftu lze využívat stan a další pokročilou výbavu běžnou při kempování. Podobné "kompromisy" se týkají např. také rozdělávání ohně, přípravy jídla, atp. V bushcraftu však hraje zásadní roli využití schopností pobytu v přírodě. Mors Kochanski shrnul strategii bushcraftu následovně:
"Čím více toho umíš, tím méně toho musíš nést."

### Hlavní znaky:
Mezi znaky bushcraftu patří:

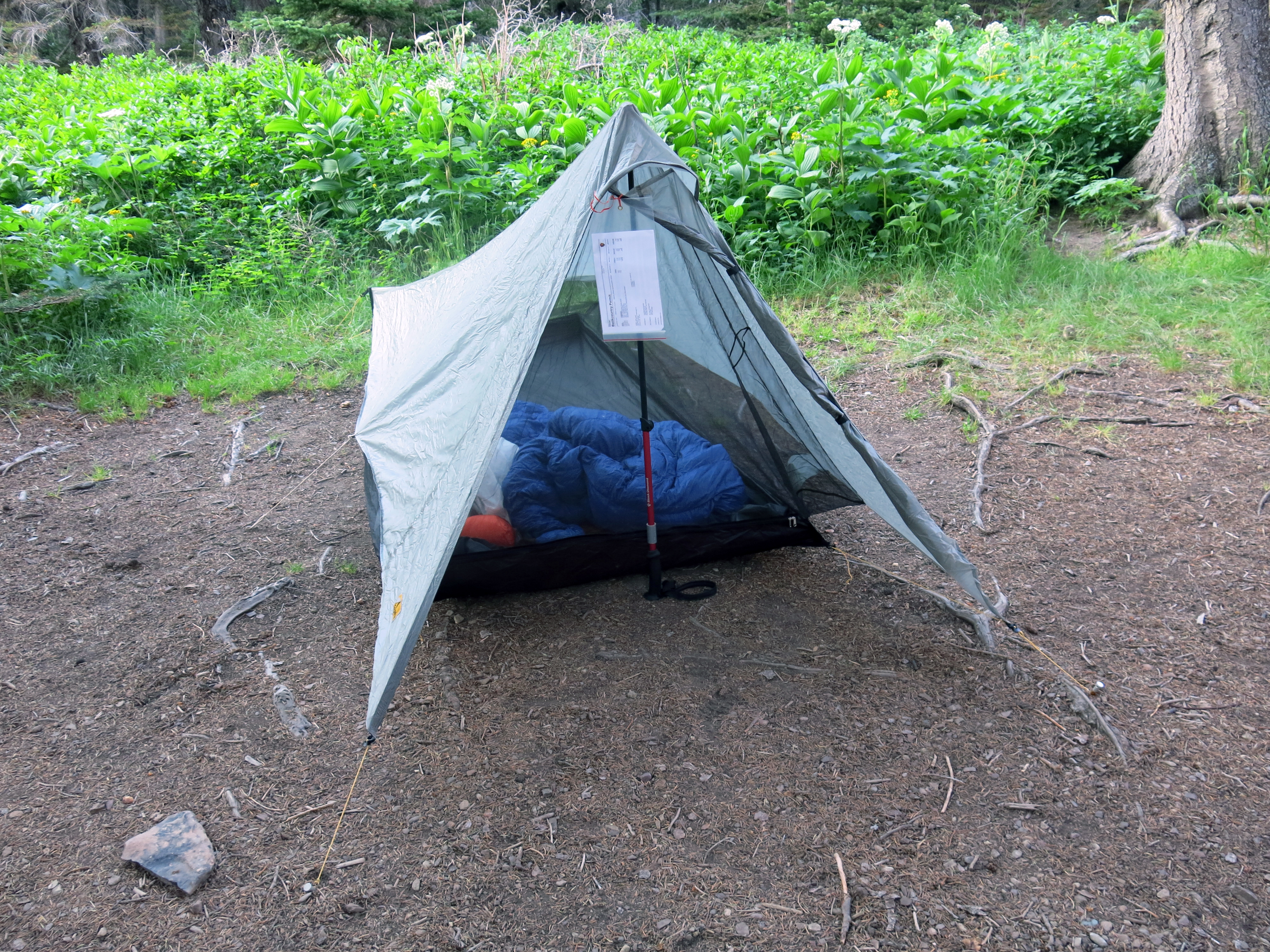
Stan vyrobený pomocí celty, trekingové hole a lanek

- Využívání vlastních a alternativních přístřešků (celta, bivak, přírodní úkryt, přístřešek postavený z rostlinného materiálu, atd.).
- Rozdělávání ohně pomocí křesadla a dalších pomůcek (tzv. chlupaté dřívko, březová kůra, troud, podpalovače, atp.).
- Příprava palivového dřeva pomocí sekery, pily, štípání špalků nožem, atp.
- Vyřezávání pomůcek a nástrojů ze dřeva.
- Příprava jídla na ohni, popř. pomocí outdoorových vařičů na různá paliva (viz. výbava).
- Získávání pití převářením vody z přírodních zdrojů či roztápěním sněhu.
- Rozpoznávání rostlin, hub a zvířat ať už jako možného zdroje potravy, či z pohledu bezpečnosti.
- Vázaní uzlů.
- Další: První pomoc, lov a pokládání pastí, stopování, kamufláž, a další. [4][5][6]

### Výbava:

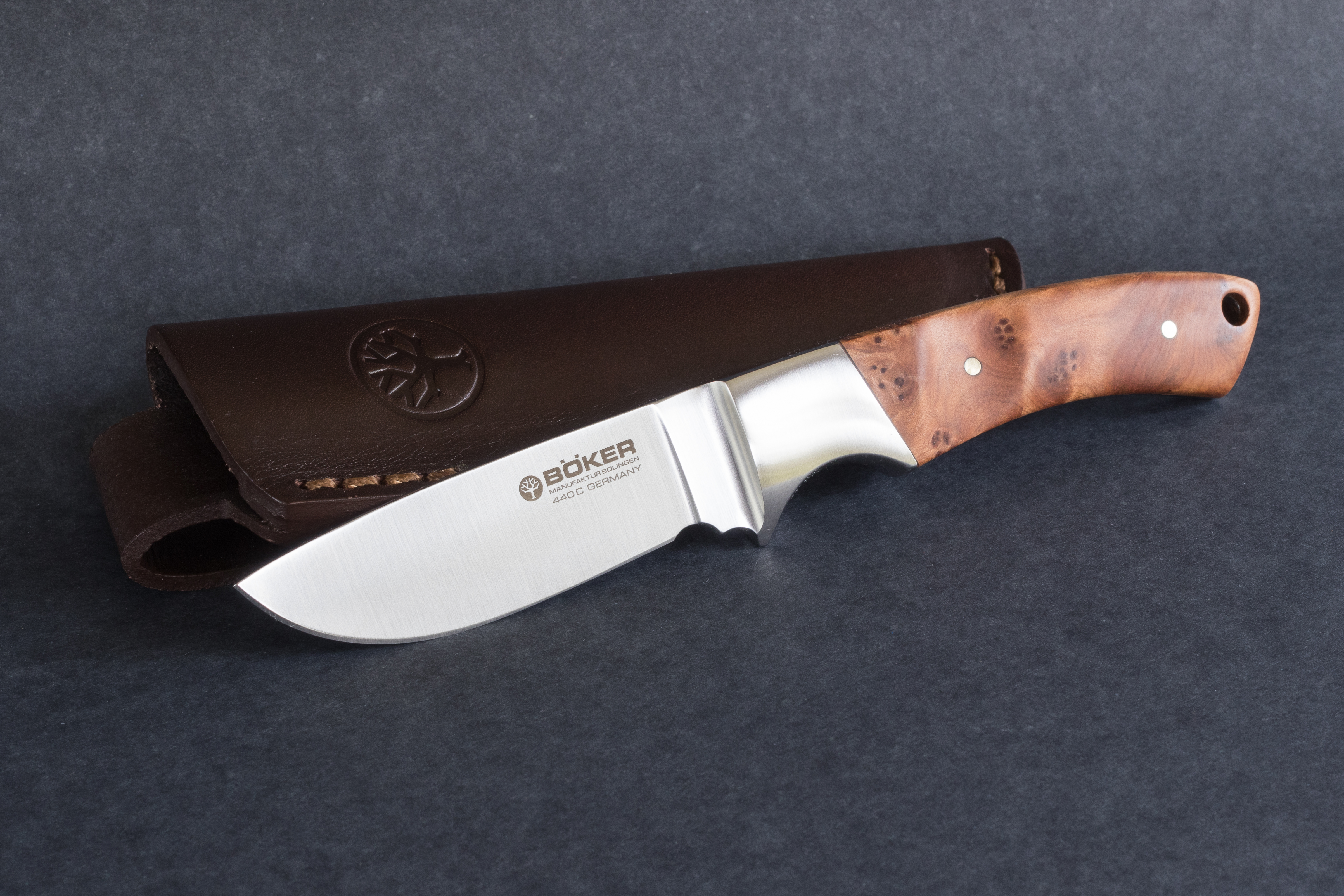
Typický outdoorový nůž

Mezi nejběžnější výbavu využívanou při bushcraftu patří:
- Celta: Využívá se pro stavbu provizorních přístřešků často za pomocí padákových či jiných lanek.
- Spací pomůcky: Např. spacák, turistická matrace (pěnová či nafukovací). Někdy se používá k přespání hamaka - řeší izolaci od země a je možné jí zakrýt moskytiérou.
- Nůž: Běžné jsou lovecké či outdoorové nože. Existuje i specifická kategorie "bushcraft nožů", které charakterizuje větší tloušťka a šířka čepele využívaná při štípání dřeva, či ostrá horní hrana vhodná pro tvorbu jisker z křesadla. Populární jsou také severské druhy nožů, např. tradiční finský puukko.
- Přenosné vařiče: Hlavní vlastností vhodného vařiče je jeho skladnost a nízká hmotnost. Využívány jsou proto skládací vařiče na dřevo (lidově "dřívkáče"), pevný i tekutý líh, plynové kartuše, atp.
- Sekera, pila: Jelikož jsou tyto pomůcky poměrně velké a těžké, využívají se sekery s krátkým topůrkem, skládací zahradnické pilky, pilové listy, které se na místě uchytí do vlastnoručně vyrobeného rámu, či ruční řetězové pily.
- Nádobí: Používá se turistické nádobí vhodné k ohřevu na přímém ohni (plechové ešusy, kotlíky, pánve a hrnky). Nádobí je často skládací - rukojeti se dají ohnout či odmontovat pro zmenšení místa, které nádobí zabírá.
- Další: Turistický batoh či krosna, funkční nepromokavé oblečení, čelová svítilna, potřeby k lovu a rybolovu, nástroje na filtraci vody, atp.[4][6]

## Představitelé
- Les Hiddins: Australan, který nese zásluhu za popularizaci bushcraftu v Austrálii.
- Mors Kochanski: Kanadský instruktor kurzů přežití, v roce 1988 publikoval vlastní knihu "Northern Bushcraft".
- Ray Mears: Brit, který výrazně přispěl k rozšíření pojmu bushcraft do povědomí veřejnosti, má svůj vlastní televizní pořad.
- Dave Canterbury: Americký autor populární série příruček bushcraftu.
- Joe Robinet: Kanadský youtuber, který roku 2007 založil stejnojmenný kanál věnující se bushcraftu a dalším outdoorovým aktivitám. V roce 2021 překročil hranici 1,5 milionu odběratelů.